# Canal Capital
Canal Capital es un canal de televisión abierta colombiano que emite para el Área metropolitana de Bogotá y el departamento de Cundinamarca. Su sede central se encuentra en la ciudad de Bogotá. 
El canal fue creado por disposición del Acuerdo 19 de 1995 expedido por el Concejo de Bogotá. Su primera emisión surgió el 3 de noviembre de 1997. Su programación es generalista, aunque con énfasis en programas políticos, culturales y educativos. El canal es propiedad de la Alcaldía Mayor de Bogotá.
En 2014 Canal Capital programó para casi todos sus programas el sistema de subtítulos cerrados. El 1 de enero de 2016, se iniciaron las transmisiones de su señal en alta definición.
En 2020, Canal Capital, se convierte en el sistema de comunicación pública de la Bogotá Región. Canal Capital continúa con una programación enfocada en cultura, ciudadanía y educación en señal abierta y además con presencia en plataformas digitales y sonoras.

## Fundación
La Ley 182 de 1995 estableció en su artículo 37 (modificado parcialmente por el artículo 7° de la Ley 335 de 1996) lo siguiente:

“(…) Los canales regionales de televisión serán sociedades entre entidades públicas organizadas como empresas industriales y comerciales del Estado, vinculadas a la Comisión Nacional de Televisión, y podrán pertenecer al orden nacional o departamental, según lo determinen las Juntas Administradoras Regionales en sus estatutos.
Los actos y contratos de los canales regionales de televisión, en materia de producción, programación, comercialización y en general sus actividades comerciales, en cumplimiento de su objeto social se regirán por las normas del derecho privado. (…)
Santafé de Bogotá Distrito Capital, tendrá Canal Regional y podrá asociarse con Cundinamarca y los nuevos Departamentos. (…)”.

Por disposición del Acuerdo 019 del 3 de octubre de 1995, el Concejo de Bogotá D. C. autorizó a la Alcaldía Mayor, al Instituto Distrital de Cultura y Turismo y a la Empresa de Telecomunicaciones de Bogotá para que participaran en calidad de socios entre sí para la creación de una sociedad en los términos de la citada ley, cuyo objeto fundamental fuese la prestación del servicio de televisión regional para el territorio del Distrito Capital.
Con fundamento en lo anterior, se constituyó la sociedad Canal Capital Ltda., siendo socios la Alcaldía Mayor de Bogotá D. C., la Empresa de Telecomunicaciones de Bogotá y el Instituto Distrital de Cultura y Turismo, A partir del año 2000 los socios del Canal han sido el Distrito Capital y el Instituto Distrital de Cultura y Turismo debido a que la E.T.B. cedió sus cuotas sociales a la Alcaldía Mayor.
Una vez creado, obtuvo autorización por parte de la Comisión Nacional de Televisión, para operar el servicio público regional de televisión en el área geográfica del Distrito Capital de Bogotá y adjudicándosele las frecuencias correspondientes para su operación. Finalmente el Canal Capital hizo su primera emisión el 3 de noviembre de 1997, bajo la Gerencia General de Luis Guillermo Camacho Martínez, quien además implementó este concepto de canal público.

## Historia

### Línea editorial
El Canal Capital se enfoca en la información relacionada directamente con Bogotá, incluyendo espacios institucionales de la Alcaldía. 
Al posesionarse Gustavo Petro en 2012, el canal cambió tener un nuevo enfoque dentro de su programa de gobierno Bogotá Humana, por el cual gran parte de la programación comercial fue retirada del aire y reemplazado por espacios televisivos de orientación a los derechos humanos y preservando otros de entidades propias del distrito, designando para ese cometido al periodista de derechos humanos, Hollman Morris.
Desde el año 2020, Canal Capital se transforma en Capital, sistema de comunicación pública. Capital es el Sistema de comunicación pública de Bogotá región que ubica a la ciudadanía en el centro de su operación y, mediante la inteligencia colectiva, aporta a la construcción de una sociedad participativa e incluyente, a través de la producción y circulación de contenidos informativos, culturales y educativos en múltiples plataformas y del desarrollo de estrategias de comunicación relevantes para los grupos de interés.

### Críticas y ataques al canal
El Canal Capital no fue ajeno a todo tipo de críticas tanto antes del gobierno de Petro como durante el mismo, que sectores opositores manifestaron todo tipo de problemas desde su supuesta crisis económica hasta servirse de ser aparato de propaganda del gobierno distrital como la transmisión en directo de las manifestaciones de apoyo al alcalde destituido por el procurador en diciembre de 2013, pasando por fuertes denuncias que incomodaron a otros comunicadores y políticos en el escándalo del Cartel de la contratación, del cual pasaron por fuertes amenazas no solo contra el burgomaestre sino también al medio de comunicación, que al ser cuestionadas por Darío Arizmendi director del noticiero radial 6AM-9AM de Caracol Radio, generaron desaprobación en varios sectores sociales, a la cual tampoco fue exenta de divisiones por parte de algunos periodistas como Mauricio Arroyave (que para entonces era director de El Primer Café), que terminó por renunciar al canal por presunta censura.
También el mismo medio de comunicación fue boicoteado en varias ocasiones por Álvaro Uribe Vélez, quién no sumó en catalogarla como "un medio servil de las FARC" en un medio de la transmisión en directo del debate de control político liderado por el senador Iván Cepeda, se buscaba la posible responsabilidad del expresidente con el paramilitarismo, acción por la cual Morris denunció penalmente al parlamentario por difamación y advirtió del peligro que se encontraría el equipo informativo por la aseveración pública en el Senado, ratificado posteriormente en otros medios.

### Cambios en 2016
Desde el 1 de enero de 2016, se percibió un cambio en la programación del canal por la reemisión de algunos programas y la introducción de espacios de otros canales como RT y Deutsche Welle, exceptuando algunos compromisos culturales y deportivos como el Festival Centro, Hay Festival de Cartagena de Indias y los torneos de fútbol aficionado de Bogotá en señal directa, debido a los cambios que se establecen en la segunda administración de Enrique Peñalosa Londoño quién incluso antes de ser alcalde denunció la "politización" dada a este medio de comunicación sin revisar el énfasis en la defensa de los derechos humanos, la promoción de la paz y el postconflicto y la defensa de lo público. Para ello designó a Darío Montenegro como gerente del canal con la intención de hacerlo "más al servicio de los bogotanos".

## Programación
El Canal Capital desde su fundación hasta marzo de 2012 tenía una programación variada en la cual se permitía la emisión de series comerciales nacionales y foráneos y al tiempo programas alusivos a la ciudad de Bogotá y sus instituciones. Con la reestructuración en esa fecha, tras la llegada Hollman Morris a la dirección del Canal, aparte de la elección de programas con enfoque de derechos humanos, también se inició las trasmisiones de grandes conciertos que se desarrollan en la ciudad con el objeto de democratizar el saber cultural, empezando por la presentación de Paul McCartney en abril de 2012, del cual recibió acogida dentro de los televidentes y controvertido por las acciones disciplinarias que terminaron a favor del medio de comunicación.
Durante ese tiempo también el Canal firmó una alianza con el Teatro Mayor Julio Mario Santo Domingo, por el cual se convirtió en el medio que transmite en directo la representación de diversas obras de opera y zarzuela.

### Programas emitidos
En 2011 se inaugura un programa concurso: El Rival Más Débil, versión colombiana conducido por David de Los Ríos. Otros programas que se emitieron por el canal son Veredicto (con Néstor Morales) y Extra Tiempo (con Ricardo Alfonso), Sexo sin Censura entre otros.
También se emitieron los espacios de corte institucional de la Alcaldía Mayor como Samuel en la Calle y Palacio Liévano, así como ciclos de cine de China e India, esta última auspiciada por la distribuidora cultural Sembrando Maravillas en el horario de 22:00 los fines de semana.
De la programación de origen nacional estuvieron Versión Libre (dirigido por Margarita Vidal), Anverso y Reverso (por Jairo Gómez), Hablando Miércoles (por Óscar Ritoré) y Veredicto (por Néstor Morales, producido por NTC Televisión y trasladado luego al Canal Uno en 2013). 
De las producciones extranjeras, se destacaron las producciones japonesas Oshin (NHK, emitido entre 1998-1999) y el anime Tantei Gakuen Q (La Escuela de Detectives, 2007), así como el educativo americano de arte El Placer de Pintar), del pintor Bob Ross. De los musicales, existió el programa musical Asfalto sobre temáticas del Hip-hop, transmitido el miércoles a las 22:00 h.

### Programas históricos
- Franja Metro (espacio infantil) Fuera del aire
- Musicapital (actualidad musical) Fuera del aire

### Programas actuales
- Capital Ahora (noticias)

### Programas 2012-2015
Durante la administración de Gustavo Petro, algunos programas se emitieron: Hashtag Internacional (dirigido por Laura Gil), Las Claves (Antonio Caballero y María Elvira Samper), La Controversia (León Valencia) y Hablemos de Derechos Humanos, todas ellas constituyen la franja de opinión que se emite de lunes a jueves a las 21:00 h.
Otros programas destacables son El Sofá (de orientación LGTB, emitido para los domingos a las 22:00h), El Espejo (Exhibición de cortometrajes y festivales de Colombia y el mundo) dirigido por Felipe Moreno Salazar, periodista y director de cine,  Juan Pérez dice (humor político, domingos 20.30 h), Su Madre Naturaleza (ecológico, viernes 21:00 h), Ni reinas ni cenicientas (temática de la mujer), Metrópolis (institucional del Concejo de Bogotá, miércoles 19:30 h), Creencias (Sobre las religiones y cosmogonías en Bogotá) y Hagamos Memoria (recuento histórico de derechos humanos, 23:00h). El único programa de variedades e información matutina es El Primer Café, inicialmente lo presentaban con Iván Parra, Gloria Lozano, Natalia Sabina y dirigido por Wilber Correa M. En 2012 los reemplazarían Mauricio Arroyave (director hasta junio de 2014), Manuel Salazar (permaneció junto a Arroyave en esa fecha), Antonio Morales, Ana María Arango, Carlos Augusto Meléndez y Bruno Díaz (desde agosto a octubre de 2014).
A partir del 16 de junio de 2013, se estrenó la serie histórica Crónicas de un sueño, coproducida entre el Canal y el Centro Ático de la Pontificia Universidad Javeriana cuya emisión se emite en el horario de las 21:00 horas dominicales.
En mayo de 2014, se emite el programa Reporteros Digitales que originalmente forman parte de la sección del Noticiero, son notas hechas por reporteros desde las diferentes localidades de Bogotá y el municipio de Soacha sobre las temáticas que pasan en sus sectores. También se destacaron otros programas sociales de actualidad como El Tal Campo si Existe (presentado por el dirigente campesino César Pachón), Colombia Nativa (noticiario de los pueblos indígenas de Colombia, desarrollado por la Organización Nacional Indígena de Colombia) y De Traje y Overol.

### Programas 2020
Actualmente  se están emitiendo: Somos región, Disparacuentos, Sobrevivientes, Rap Capital, Historias en Bici, Mentes Curiosas, Científico por un día, y Crónicas Capital entre otros. Adicionalmente el programa Puntos Capitales dirigido por Santiago Rivas está enfocado en los temas de actualidad. En la franja de conversaciones en casa, se encuentran programas como: La Cesta de la Biblioteca, La casa en el Planeta, No es un Diván dirigido por Catalina Ceballos y Vida con Ciencia dirigida por Camilo Prieto complementan la parrilla.

## Gerentes
| Gerentes               | Período de actividad |
| ---------------------- | -------------------- |
| Luis Guillermo Camacho | (1995-1997)          |
| Gabriel Vallejo        | (1998-2000)          |
| Mario Chamie           | (2000)               |
| Yolanda Gómez Torres   | (2001-2002)          |
| Clemencia Chiappe      | (2003-2004)          |
| Héctor Jaime Pinilla   | (2004-2007)          |
| Jairo Gómez Rodríguez  | (2008)               |
| Javier Ayala           | (2008-2012)          |
| Hollman Morris         | (2012-2014)          |
| Lisandro Duque Naranjo | (2015)               |
| Darío Montenegro       | (2016 - 2019)        |
| Ana Maria Ruiz         | (2020-2023)          |
| Paula Arenas Canal     | (desde 2024)         |